# Kristina Lundberg
Kristina Lundberg (* 10. Juni 1985 in Husum) ist eine ehemalige schwedische Eishockeyspielerin, die im Laufe ihrer Karriere für MODO Hockey, Segeltorps IF, den Skellefteå AIK und den Munksund-Skuthamns SK aktiv war.
Kristina Lundberg begann ihre Karriere bei Husum Hockey, mindestens ab 2001 spielte sie für MODO Hockey Örnsköldsvik in der damaligen Division 1. Zwischen 2006 und 2008 war sie dann für den Skellefteå AIK aktiv, ehe sie ihre Karriere in der Saison 2010/11 beim Munksund-Skuthamns SK ausklingen ließ.
Bei den Olympischen Winterspielen 2006 in Turin gewann sie mit der schwedischen Frauennationalmannschaft die Silbermedaille im olympischen Eishockeyturnier. Insgesamt absolvierte sie 62 internationale Spiele für die Tre Kronor, in denen sie drei Tore erzielte.

## Erfolge und Auszeichnungen
- 2005 Bronzemedaille bei der Weltmeisterschaft der Frauen
- 2006 Silbermedaille bei den Olympischen Winterspielen

## Karrierestatistik
(Legende zur Spielerstatistik: Sp oder GP = absolvierte Spiele; T oder G = erzielte Tore; V oder A = erzielte Assists; Pkt oder Pts = erzielte Scorerpunkte; SM oder PIM = erhaltene Strafminuten; +/− = Plus/Minus-Bilanz; PP = erzielte Überzahltore; SH = erzielte Unterzahltore; GW = erzielte Siegtore; 1 Play-downs/Relegation; Kursiv: Statistik nicht vollständig)